# بابکی
بابکی (به لاتین: Babəki) نام یک روستا و بخش در جمهوری آذربایجان است که در شهرستان شرور واقع شده‌است. بابکی ۱۱۳ نفر جمعیت دارد.
نام بابکی فارسی است و به قهرمان ایرانی، بابک، اشاره دارد.